# HB Køge
HB Køge (phát âm tiếng Đan Mạch: [ˈkʰøːə]  or [ˈkʰøːjə]) là một câu lạc bộ bóng đá có trụ sở chủ yếu là Herfølge, và thứ hai là thị trấn Køge, đều ở trong Køge Municipality, phần của 'Vùng Zealand', ở vùng phía Đông Zealand, phía Nam của Copenhagen. Đội bóng được tạo ra nhờ sự hợp nhất của Herfølge Boldklub và Køge Boldklub năm 2009.

## Lịch sử
Câu lạc bộ ở Giải bóng đá hạng nhất quốc gia Đan Mạch Herfølge Boldklub và câu lạc bộ phá sản Køge Boldklub vào tháng 3 năm 2009 hợp nhất. Câu lạc bộ thi đấu mùa giải đầu tiên với vị trí ở mùa giải 2009–10 của Danish Superliga. Mùa giải kết thúc và đội bóng xuống hạng.
Ở mùa giải hạng nhất tiếp theo, đội bóng về đích thứ hai và trở lại Superliga. Sau khi lên hạng, huấn luyện viên Aurelijus Skarbalius rời câu lạc bộ để làm trợ lý huấn luyện viên của Brøndby IF và được thay thế bởi Tommy Møller Nielsen. Lần góp mặt thứ hai của câu lạc bộ ở Danish Superliga kết thúc với việc xuống hạng lần nữa.
Mùa giải 2012–13 khởi đầu với chuỗi kết quả tệ hại, dẫn đến việc sa thải Møller Nielsen vào tháng 9 năm 2012 sau thất bại 5–0 trước Lyngby Boldklub. Ông được thay thế bởi trợ lý Per Frandsen, người giúp câu lạc bộ có 2 lần về đích thứ 6 liên tiếp, trước khi rời đi để dẫn dắt đội trẻ tại Brøndby IF vào tháng 6 năm 2014.

## Đội hình hiện tại - 2018/19
Tính đến 23 tháng 4 năm 2019
Ghi chú: Quốc kỳ chỉ đội tuyển quốc gia được xác định rõ trong điều lệ tư cách FIFA. Các cầu thủ có thể giữ hơn một quốc tịch ngoài FIFA.
| Số | VT | Quốc gia   | Cầu thủ                                   |
| -- | -- | ---------- | ----------------------------------------- |
| 1  | TM | Đan Mạch   | Andreas Hansen                            |
| 2  | HV | Đan Mạch   | Ricki Olsen                               |
| 3  | HV | Đan Mạch   | Christian Enemark (mượn từ Brøndby IF)    |
| 4  | HV | Bồ Đào Nha | Marian Huja                               |
| 5  | HV | Đan Mạch   | Christian Overby                          |
| 6  | TV | Đan Mạch   | Martin Vingaard                           |
| 7  | TĐ | Ghana      | Fredrick Yamoah Opoku                     |
| 8  | TV | Đan Mạch   | Henrik Madsen (đội trưởng)                |
| 9  | TĐ | Đan Mạch   | Martin Koch Helsted                       |
| 10 | TV | Đan Mạch   | Martin Jensen                             |
| 11 | TV | Đan Mạch   | Jakob Johansson (mượn từ FC Nordsjælland) |

| Số | VT | Quốc gia         | Cầu thủ                                |
| -- | -- | ---------------- | -------------------------------------- |
| 12 | HV | Canada           | Rocco Romeo (mượn từ Toronto FC)       |
| 13 | HV | România          | Jean-Claude Bozga                      |
| 14 | TĐ | Anh              | Jubril Adedeji                         |
| 15 | TĐ | Cộng hòa Nam Phi | Liam Jordan                            |
| 16 | TV | Đan Mạch         | Magnus Wørts (mượn từ FC Nordsjælland) |
| 17 | TĐ | Đan Mạch         | Mileta Rajovic                         |
| 18 | TV | Đan Mạch         | Magnus Häuser                          |
| 20 | TV | Đan Mạch         | Martin Christensen                     |
| 23 | HV | Đan Mạch         | Mathias Høst                           |
| 26 | TM | Đan Mạch         | Nicklas Frenderup                      |
| 27 | TV | Đan Mạch         | Aleksander Sepp                        |

### Cầu thủ đến
Ghi chú: Quốc kỳ chỉ đội tuyển quốc gia được xác định rõ trong điều lệ tư cách FIFA. Các cầu thủ có thể giữ hơn một quốc tịch ngoài FIFA.
| Số | VT | Quốc gia | Cầu thủ                                                     |
| -- | -- | -------- | ----------------------------------------------------------- |
| 16 | TV | Đan Mạch | Magnus Wørts (Từ FC Nordsjælland ngày 30 tháng 6 năm 2019)  |
| —  | TĐ | Đan Mạch | Stephan Petersen (Từ Silkeborg IF ngày 30 tháng 6 năm 2019) |
| —  | TM | Đan Mạch | Casper Hauervig (Từ Brøndby IF ngày 30 tháng 6 năm 2019)    |

### Cầu thủ đi
Ghi chú: Quốc kỳ chỉ đội tuyển quốc gia được xác định rõ trong điều lệ tư cách FIFA. Các cầu thủ có thể giữ hơn một quốc tịch ngoài FIFA.
| Số | VT | Quốc gia | Cầu thủ                                                       |
| -- | -- | -------- | ------------------------------------------------------------- |
| 1  | TM | Đan Mạch | Andreas Hansen (To AaB ngày 30 tháng 6 năm 2019)              |
| 8  | TV | Đan Mạch | Henrik Madsen (Retires ngày 30 tháng 6 năm 2019)              |
| 20 | TV | Đan Mạch | Martin Christensen (Retires ngày 30 tháng 6 năm 2019)         |
| 26 | TM | Đan Mạch | Nicklas Frenderup (Contract expires ngày 30 tháng 6 năm 2019) |

## Cán bộ câu lạc bộ
| Tên            | Vị trí                          |
| -------------- | ------------------------------- |
| Morten Karlsen | Huấn luyện viên                 |
| Kim Daugaard   | Trợ lý huấn luyện viên          |
| Jakob Thomsen  | Huấn luyện viên thủ môn đội một |

## Huấn luyện viên
- Aurelijus Skarbalius (2009–11)
- Tommy Møller Nielsen (2011–12)
- Per Frandsen (2012–14)
- Henrik Pedersen (2014–15)
- Henrik Lehm (2016–18)
- Morten Karlsen (2018–)

## Đối tác
- FK Utenis Utena[16]